# 有机肥料

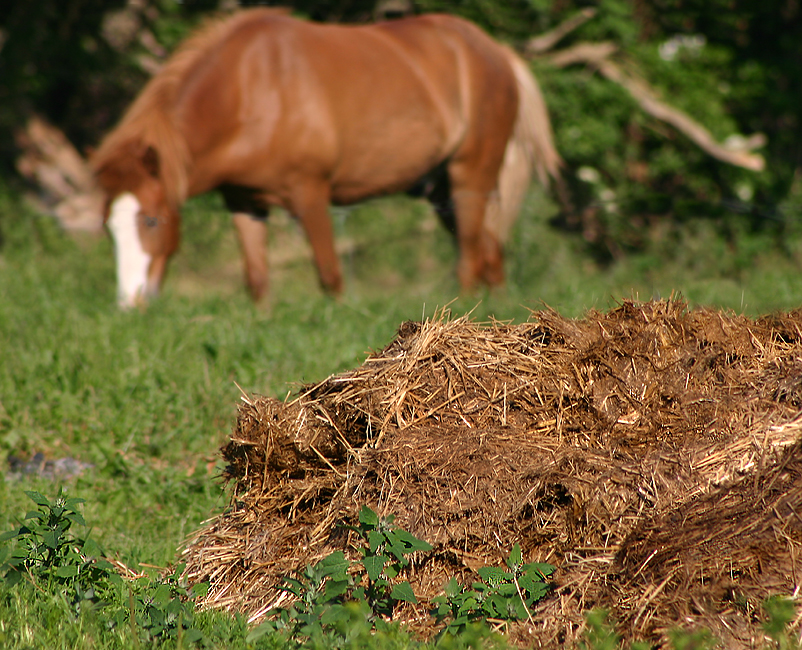
分解動物糞便，有機肥料來源

有机肥料是指自然产生的、含有碳（C）的肥料。肥料是可以添加到土壤或植物中的物質，以提供植物养分和维持植物生长。典型的有机肥料有动物粪便、肉类加工產生的廢品、粪便、海鸟粪以及堆肥。

### 來源

#### 動物
動物的排泄物和尸骸腐化經過微生物消化分解就可產生腐殖質。

#### 植物
1. 綠肥作物（green manure crops）：利用它的莖葉翻埋土中，俾以改善土壤理化性質，增加土壤肥力的作物。如大豆、紫雲英、苜蓿等。[3][4]
2. 覆土作物（cover crops），或覆蓋作物：這類作物長成後，莖葉覆蓋地面，用來改善土壤结构，防止雜草叢生及，具有防止土壤沖刷的功用，並兼具綠化、美化農村景觀。覆土作物耕翻土中後，亦可增加土壤養分而為綠肥作物。如野豌豆、紫苜蓿等。[5][3][4]